# Hieracium leiophanoides
Hieracium leiophanoides es una especie de planta con flor del género Hieracium, de la familia Asteraceae, orden Asterales.

## Distribución
Hieracium leiophanoides se distribuye por Noruega.

## Taxonomía
Fue descrita científicamente por Dahlst. ex Notø.
Tratamiento taxonómico
La especie aparece registrada en una sección de la publicación Tromsø Mus. Aarsh.